# Přírodovědecký park Alberta Einsteina

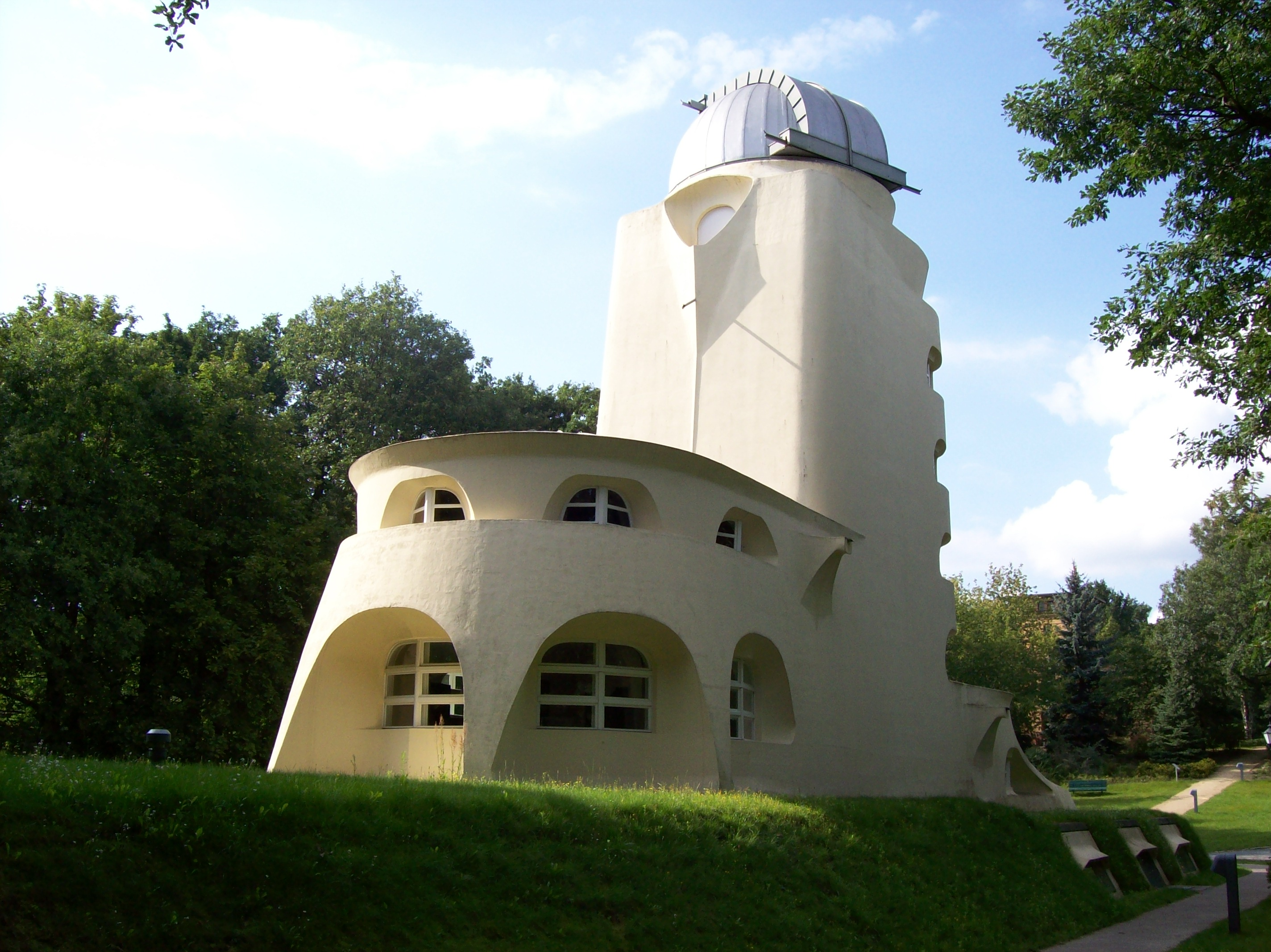
Einsteinova věž v přírodovědeckém parku Alberta Einsteina

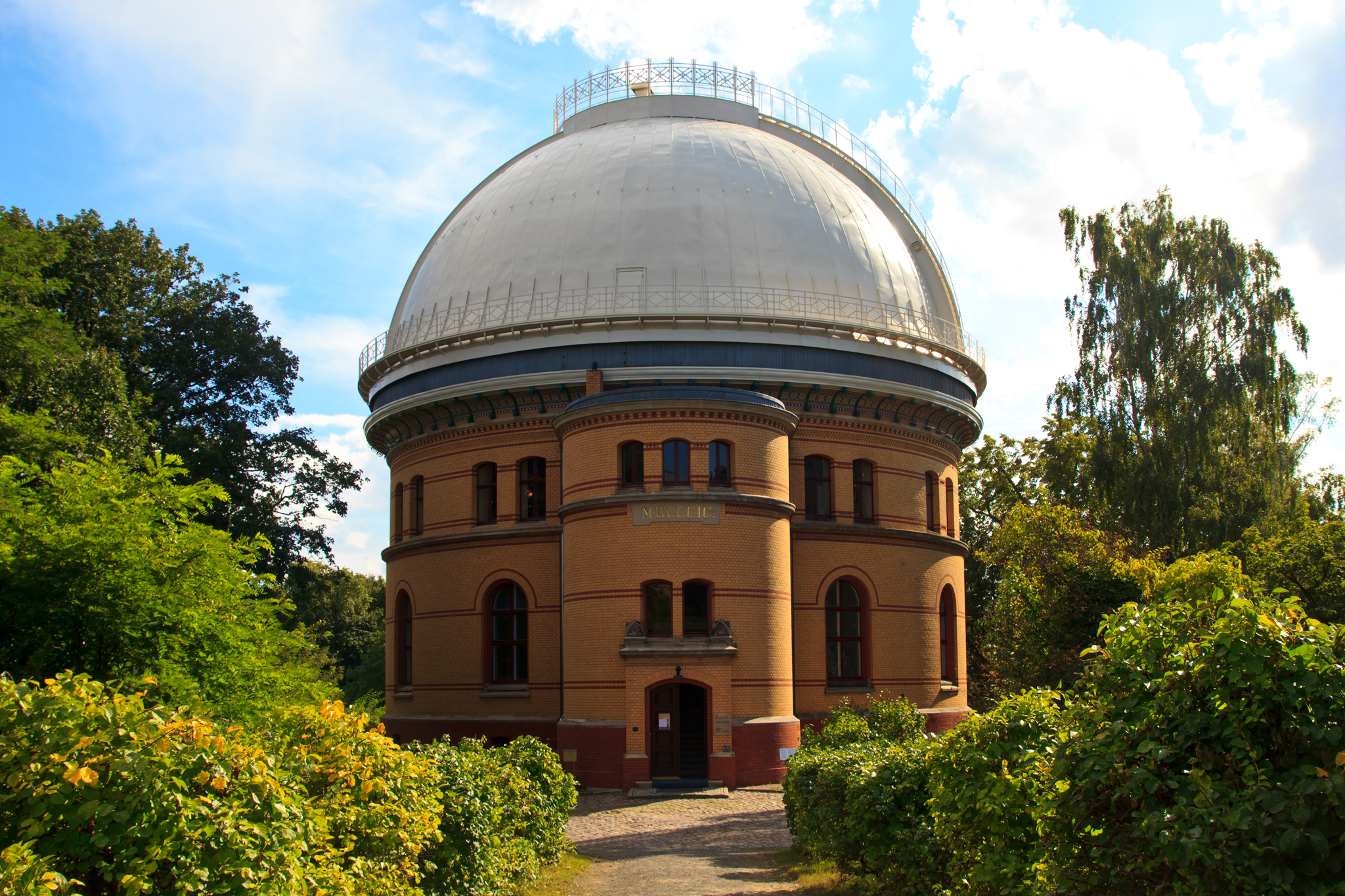
Velký refraktor

Přírodovědecký park Alberta Einsteina (německy Wissenschaftspark Albert Einstein) se nachází na kopci Telegrafenberg v německé Postupimi. Park je pojmenován podle fyzika Alberta Einsteina. Nejznámější budovou v parku je Einsteinova věž, astrofyzická observatoř postavená k ověřování Einsteinovy teorie relativity. Další významnou observatoří je tzv. Velký refraktor (Großer Refraktor).
Park byl navržen již v polovině 19. století, podle plánu architekta Paula Emanuela. 
V roce 1990 byly zdejší budovy rozsáhle rekonstruovány.  